# Blanchissage (baseball)

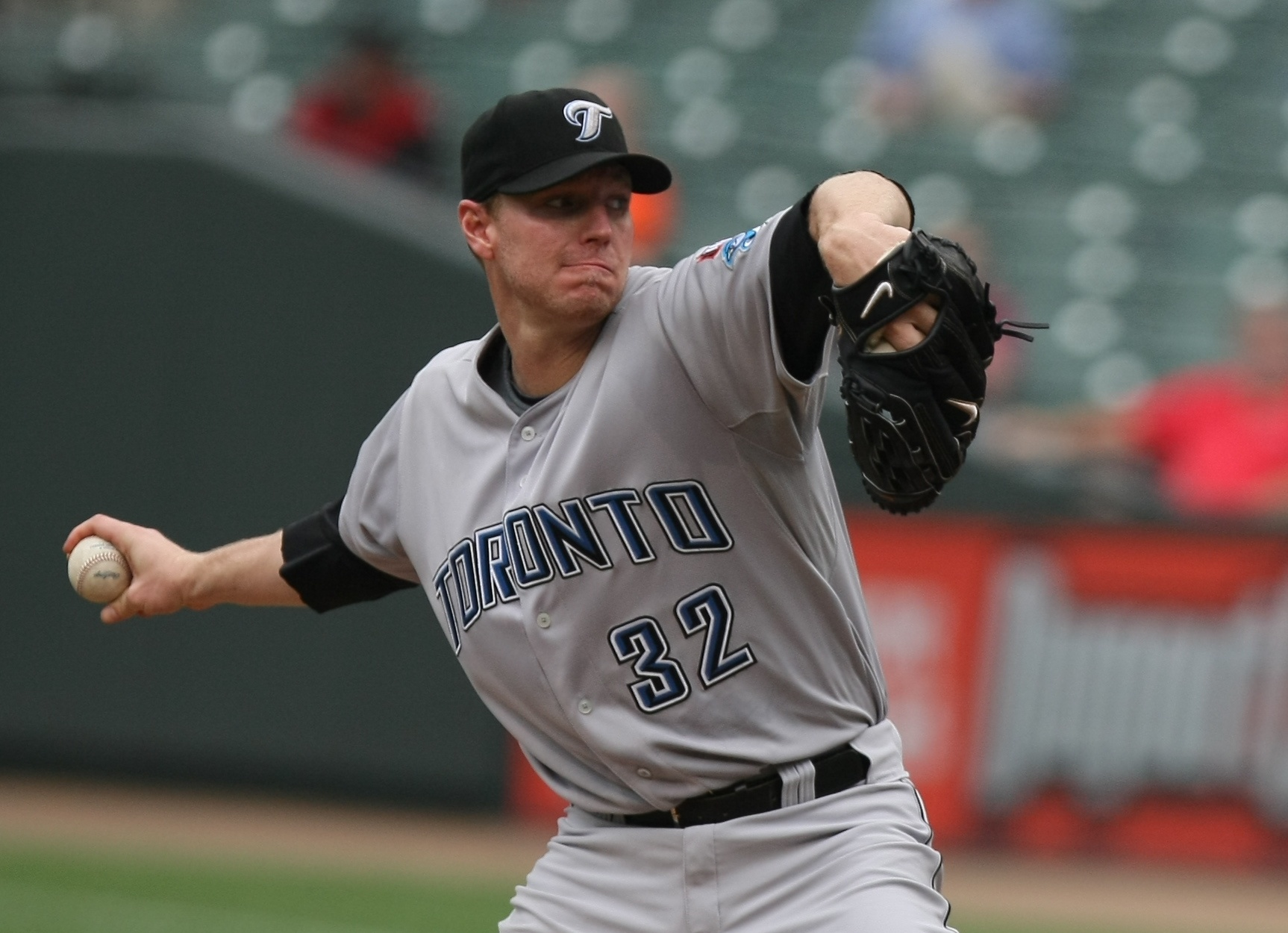
Le droitier Roy Halladay est le meneur pour les blanchissages parmi les lanceurs en activité dans les majeures.

Au baseball, un blanchissage, aussi appelé jeu blanc (noté SHO, de l'anglais shutout), est un match lancé entièrement par un lanceur partant, sans l'aide d'un lanceur de relève, et au cours duquel aucun point, mérité ou non, n'est accordé à l'équipe adverse. Un blanchissage doit invariablement être aussi un match complet.
Le record pour le plus grand nombre de matchs complets en carrière dans les Ligues majeures de baseball appartient à Walter Johnson, avec 110. Le record pour une seule saison est de 16, partagé par George Bradley (1876) et Pete Alexander (1916). À l'époque où ces lanceurs évoluaient, le recours à un releveur était rare et les départs par les lanceurs partants étaient beaucoup plus nombreux que de nos jours. Les chances que ces records soient un jour battus sont par conséquent presque nulles, à moins d'un profond changement dans la manière dont le baseball moderne est joué.
Le meneur pour les blanchissages parmi les lanceurs présentement en activité dans les majeures est le droitier Roy Halladay, qui en compte 19 après la saison régulière 2010.
Un match parfait est toujours un blanchissage. Un match sans coup sûr ne l'est cependant pas dans tous les cas.